# Mecha-Koopa
Mecha-Koopa is een personage rond de Mario-serie.

## Karakteromschrijving
Een Mecha-Koopa is een opwindbaar speeltje dat Bowser voor moet stellen, maar qua uiterlijk zijn er toch grote verschillen tussen Bowser en een Mecha-Koopa. Als Mario op een Mecha-Koopa springt, verliest Mecha-Koopa zijn poten. Mario kan ze oppakken en naar andere vijanden toegooien. Maar als Mario op ze gesprongen heeft, en hij ze niet oppakt, krijgt Mecha-Koopa weer poten en gaat hij weer lopen. Mecha-Koopa maakte zijn debuut in Super Mario World, en verscheen na een lange tijd weer in Super Mario Galaxy, waar hij er heel anders uitziet dan in Super Mario World. Mecha-Koopa verscheen ook in New Super Mario Bros. Wii en New Super Mario Bros. U, waar hij wel weer lijkt op de Mecha-Koopa uit Super Mario World.